# Hoesdorf
Hoesdorf är en ort i Luxemburg.   Den ligger i distriktet Diekirch, i den centrala delen av landet, 30 kilometer norr om huvudstaden Luxemburg. Hoesdorf ligger 185 meter över havet och antalet invånare är 105.
Terrängen runt Hoesdorf är kuperad norrut, men söderut är den platt. Hoesdorf ligger nere i en dal.  Närmaste större samhälle är Ettelbruck, 11,7 kilometer väster om Hoesdorf. 
I omgivningarna runt Hoesdorf växer i huvudsak blandskog. Runt Hoesdorf är det ganska tätbefolkat, med 60 invånare per kvadratkilometer.